# 強烈熱帶氣旋瓦亞努
強烈熱帶氣旋瓦亞努為南半球的一個熱帶氣旋，其在2006年2月11日形成，路徑一路向南移動穿越斐濟與東加之間的海域，並進入冷水區而逐漸減弱，最終在2月16日消散，瓦亞努的巔峰強度約為薩菲爾-辛普森颶風風力等級第一級，其雖未直接吹襲陸地，但其所帶來的大風與強降雨仍造成東加首都努瓜婁發發生洪水，部分島嶼亦有農作物損失。

## 氣象歷史
2月9日晚間，斐濟氣象局表示有一股熱帶性低氣壓在瓦努阿島東北部約140公里之海面上的熱帶輻合帶發展，並給予代號「12F」，雖然其原先發展位置處在風切變較不利發展處，但仍持續向東南方移動。次日，該低壓系統持續朝東南方前進，此時系統進入較有利發展的環境，聯合颱風警報中心隨後在協調世界時18時將其升格為熱帶性低氣壓並給予編號「11P」。2月11日，該低壓系統的結構開始有顯著的發展，斐濟氣象局在協調世界時12時將其升格為一級熱帶氣旋，並給予命名「瓦亞努」。
瓦亞努被升格時位於瓦瓦烏群島西北方約190公里之海面上，此時瓦亞努受副熱帶高壓的高壓脊的引導氣流作用下，轉向西南方繼續移動。聯合颱風警報中心在2月12日將其升格為熱帶風暴，並在不久後將其升格為一級熱帶氣旋。瓦亞努持續增強，並從東加以西的海面經過。聯合颱風警報中心指出，瓦亞努在2月13日協調世界時12時達到巔峰，一分鐘最大持續風速約為140每小時（39每秒；76節），隨後斐濟氣象局則指出其巔峰的十分鐘最大持續風速約為130每小時（36每秒；70節），並將其升格為三級強烈熱帶氣旋。
瓦亞努掠過奧諾勞島及湯加塔布島之間後，繼續向南移動並維持一段時間的強度，隨後加速進入紐西蘭氣象服務有限公司駐威靈頓熱帶氣旋警報中心的責任區。此時系統已進入風切變較強及海水溫度較低的海域，瓦亞努的強度持續減弱，聯合颱風警報中心在2月15日將其降格為熱帶風暴。瓦亞努在2月16日逐漸失去熱帶氣旋的特徵，聯合颱風警報中心在協調世界時6時判定其已轉化為溫帶氣旋。而在公海追蹤此系統動態時，仍觀測出轉化為溫帶氣旋的瓦亞努仍是一股強烈的風暴。

## 防災與影響
2月10日早些時候，斐濟氣象局針對紐阿福歐島與紐阿托普塔普島發布熱帶氣旋警報，並在翌日將警報範圍擴大到整個東加。2月11日晚間，斐濟氣象局對瓦瓦烏群島、哈派群島及諾穆卡島發布烈風警報，並於2月12日取消警報，而東加南部則被納入在熱帶氣旋警報範圍，直至2月14日所有警報取消發布。在風暴影響最劇烈期間，斐濟氣象局針對拉烏群島發布強風警報與長浪警報。
在瓦亞努影響最劇烈的期間，富阿阿莫圖國際機場測得68每小時（19每秒；37節）的最大持續風速與100每小時（28每秒；54節）的最大陣風，並在協調世界時2月13日14時測得最低氣壓995百帕斯卡，降雨量亦達97.7毫米。由於瓦亞努主要在海面上活動，對於陸地的影響有限，但仍對東加部分地區造成影響，在湯加塔布島及埃瓦島造成大範圍的農作物損失，約有百分之七十的香蕉被風暴摧毀，而部分地區皆有停電情形，約一周的時間才完成復電。東加首都努瓜婁發低窪地區則發生洪水，風暴造成該地區樹木與瓦礫倒塌，部分學校因此被迫關閉，而該市亦封閉兩天。